# David Hofstra
David Hofstra (Leavenworth, Kansas, 1953) is een Amerikaanse jazz-bassist en -tubaïst.

## Biografie
Hofstra werd in de jaren 80 bekend in de avant-gardejazz-scene van New York. Hij speelde daar met M-Base-musici (zoals Greg Osby en Robin Eubanks), maar was tevens actief in de Downtown-scene: hij speelde met John Zorn en Bill Frisell, alsook met Bobby Previte (op diens album Bump the Renaissance). In 1985 nam hij met Wayne Horvitz op (diens album This New Generation) en werkte mee aan John Zorn's conceptalbums The Big Gundown en Spillane. In 1989 begeleidde hij Bill Frisell op het album Is That You?. In de jaren 90 werkte Hofstra met New York Composers Orchestra en als tubaïst in William Parkers bigband-productie Sunrise in the Tone World (1997). Hij speelde tevens met Lou Grassi (1996) en Chris Kelsey (1999). Sinds 1997 is hij begeleider van zangeres Rachelle Garniez, hij speelde mee op bijna al haar albums. In het begin van de 21ste eeuw speelde hij bas bij Elliott Sharp (de groep Terraplane), in William Gagliardi's 5tet en Microscopic Septet van Phillip Johnston (met Robin Holcomb en Dave Sewelson).